# Куліба Микола Михайлович
Мико́ла Миха́йлович Кулі́ба (27 грудня 1960 — 23 травня 2016) — молодий сержант Збройних сил України, учасник російсько-української війни.

## Життєпис
Народився 1960 року в селі Срібне (Радивилівський район), виростав з братом Василем та сестрою Ганною, був наймолодшим.
Став капітаном міліції. Згодом працював на різних дільницях будівництва (гіпермаркетів мережі «Епіцентр»), був бригадиром, завідувачем складів «Епіцентру» в Рівному, Луцьку.
Брав активну участь у подіях Революції Гідності, був у складі 2-ї «афганської» сотні Самооборони Майдану. На фронт пішов добровольцем ще в першому складі «Айдару»; молодший сержант, командир відділення 1-го штурмового взводу 2-ї «афганської» штурмової роти, 24-й окремий штурмовий батальйон «Айдар».
2014 року зазнав важкого поранення, приїхав додому — але ненадовго; видужував у медсанчастині добробату — та знову в стрій.
23 травня 2016 року під час бою поблизу села Тарамчук (Мар'їнський район) бійці «Айдару» виїхали на місце падіння ворожого безпілотника, для цього пройшли на 3 км у бік окупованого Докучаєвська, та наїхали на протитанкову міну. Внаслідок підриву загинули Микола Куліба та сержант Сергій Баула. Мамі до останнього часу не признавався — казав, що на будівництві — дізналася восени 2015-го.
Після прощання у Києві на Майдані Незалежності та в Рівному, 27 травня 2016 року похований у Срібному з військовими почестями; учні місцевої школи стрічали Миколу, стоячи на колінах. 25-26 травня 2016 року в Радивилівському районі оголошені днями жалоби. 
Без Миколи лишилися мама Антоніна Павлівна, брат із сім'єю, сестра.

## Нагороди та вшанування
- Указом Президента України № 306/2016 від 20 липня 2016 року «за особисту мужність і високий професіоналізм, виявлені у захисті державного суверенітету та територіальної цілісності України, вірність військовій присязі» — нагороджений орденом «За мужність» III ступеня (посмертно)[2]